# الصياح (حلب)
الصياح أو صياح ظاهرية كما تعرف محليّاً، قرية سوريّة تتبع إداريّاً لمحافظة حلب منطقة جبل سمعان ناحية تل الضمان، بلغ تعداد سكانها 295 نسمة حسب التعداد السكاني لعام 2004.